# NGC 697
NGC 697 је спирална галаксија у сазвежђу Ован која се налази на NGC листи објеката дубоког неба.
Деклинација објекта је + 22° 21' 27" а ректасцензија 1h 51m 17,5s. Привидна величина (магнитуда) објекта NGC 697 износи 12,0 а фотографска магнитуда 12,8. Налази се на удаљености од 35,603 милиона парсека од Сунца. NGC 697 је још познат и под ознакама NGC 674, UGC 1317, MCG 4-5-22, CGCG 482-27, IRAS 01485+2206, PGC 6848.